# Chonosina flavocostata
Chonosina flavocostata är en insektsart som beskrevs av Rauno E. Linnavuori och Delong 1978. Chonosina flavocostata ingår i släktet Chonosina och familjen dvärgstritar. Inga underarter finns listade i Catalogue of Life.